# Sivachoerus
Sivachoerus és un gènere de mamífer artiodàctil prehistòric que visqué a Àfrica durant el Miocè. Pertanyia a la família dels súids, de la qual els únics representants vivents són els porcs, senglars actuals i algunes espècies relacionades. Se n'han trobat restes fòssils a Egipte i Kenya.